# Cadillac ATS
De Cadillac ATS is een compacte luxe sedan van Cadillac. Het is de kleine versie van de Cadillac CTS. Deze auto werd aan autojournalisten gepresenteerd op 11 augustus 2009. Het is een 4-deurs sedan en verkrijgbaar met 3 verschillende motoren. De Cadillac ATS heeft een handmatige 6-versnellingsbak en is met achterwiel- of vierwielaandrijving te krijgen. De auto wordt gemaakt in Lansing in Michigan bij Lansing Grand River Assembly. De auto is in de Verenigde Staten te koop vanaf 2012. In Nederland vond de marktintroductie plaats in november 2012.